# Forestport (New York)
Forestport est une ville (town) américaine du comté d'Oneida, dans l'État de New York,. En 2010, elle compte une population de 1 535 habitants.

## Démographie
Lors du recensement de 2010, la ville compte une population de 1 535 habitants. Elle est estimée, en 2016, à 1 541 habitants.